# Saison 2008 des United Soccer Leagues
La saison 2008 est la 22e disputée par les United Soccer Leagues. Cet article traite principalement des deux premières divisions des United Soccer Leagues, représentant les deux niveaux de soccer masculin professionnel dont l'organisation est responsable.
| Portland Vancouver Montréal Rochester Atlanta Carolina Charleston Miami Cleveland Minnesota Seattle Harrisburg Wilmington Baltimore Maryland Richmond Pittsburgh Charlotte Pioneers |

| USL-1 - Atlanta Silverbacks - Carolina RailHawks - Charleston Battery - Miami FC - Minnesota Thunder - Impact de Montréal - Portland Timbers - Puerto Rico Islanders - Rochester Rhinos - Seattle Sounders - Vancouver Whitecaps | USL-2 - Bermuda Hogges - Charlotte Eagles - Cleveland City Stars - Crystal Palace Baltimore - Harrisburg City Islanders - Pittsburgh Riverhounds - Real Maryland Monarchs - Richmond Kickers - Western Mass Pioneers - Wilmington Hammerheads |

## Synthèse
- En USL-1, le California Victory suspend ses activités pour la saison, laissant un championnat à onze équipes.
- En USL-2, les Pittsburgh Riverhounds reviennent d'un hiatus et les Real Maryland Monarchs se joignent à la compétition en tant que franchise d'expansion. Les Cincinnati Kings et les New Hampshire Phantoms se relèguent eux-mênes en PDL.
- En PDL, cinq équipes se retirent de la compétition tandis que sept équipes d'expansion et les deux franchises reléguées de USL-2 rentrent dans la ligue, amenant à un ensemble de 67 équipes réparties dans dix divisions à travers quatre conférences. Chaque équipe joue un total de seize rencontres en saison régulière.

| Compétition            | Champion             | Finaliste             | Vainqueur saison régulière/Meilleure équipe de USL |
| ---------------------- | -------------------- | --------------------- | -------------------------------------------------- |
| USL-1                  | Vancouver Whitecaps  | Puerto Rico Islanders | Puerto Rico Islanders                              |
| USL-2                  | Cleveland City Stars | Charlotte Eagles      | Charlotte Eagles                                   |
| PDL                    | Thunder Bay Chill    | Laredo Heat           | Michigan Bucks                                     |
| Lamar Hunt US Open Cup | DC United            | Charleston Battery    | Charleston Battery                                 |

## Première division
Navigation
Édition précédente Édition suivante
En 2008, plusieurs équipes de USL-1 se distinguent en dehors du championnat. Tout d'abord, le Charleston Battery l'emporte contre plusieurs franchises de MLS avant d'atteindre la finale de la Lamar Hunt US Open Cup 2008, la coupe nationale. Également, les Puerto Rico Islanders et l'Impact de Montréal, qualifiés indépendamment de leur parcours en ligue, font aussi un excellent parcours à l'occasion de la saison inaugurale de la Ligue des champions de la CONCACAF, se qualifiant pour les quarts de finale de compétition.
Cette saison voit aussi éclore quelques joueurs, notamment étrangers, comme Osvaldo Alonso du Charleston Battery, Macoumba Kandji des Atlanta Silverbacks, Sébastien Le Toux des Seattle Sounders tandis que d'autres plus expérimentés se distinguent encore par leurs performances comme Matt Jordan de l'Impact de Montréal.
Les tenants du titre, les Seattle Sounders, font une dernière apparition en USL-1 avant de rejoindre la MLS en 2009. Les Rochester Rhinos rencontrent des difficultés financières après avoir fait défaut de paiement sur leurs emprunts pour un nouveau stade. La franchise est donc vendue et l'entraîneur d'expérience, Laurie Calloway, est remplacé par l'ancien attaquant des Rhinos Darren Tilley. Un vétéran de la Coupe du monde 1994, Zinho, prend place aux commandes du Miami FC et recrute son compatriote Alex Afonso qui termine la saison comme meilleur buteur.
Finalement, ce sont les Puerto Rico Islanders et les Vancouver Whitecaps qui récupèrent les honneurs, les Islanders s'emparent du titre de la saison régulière, seulement un point devant Vancouver. Bien plus loin, cinq équipes se battent pour la troisième place, finalement remportée par l'Impact de Montréal. Si les Atlanta Silverbacks finissent logiquement en bas du classement, les Portland Timbers, qui travaillent à l'obtention d'une franchise en MLS, passent de la seconde à la dernière position.
En séries éliminatoires, les Islanders profitent de leur première place en saison régulière pour obtenir un repos lors des quarts de finale. En demi-finale, les deux finalistes sont tous deux muets dans la manche aller mais obtiennent leur qualification au retour avant que les Whitecaps soient couronnés champions de la USL-1.
La USL-1 commence sa saison le 12 avril avec deux confrontations, Miami FC-Charleston Battery et Vancouver Whitecaps-Impact de Montréal. La saison se termine le 20 septembre avec Miami qui défait les Atlanta Silverbacks alors que l'Impact de Montréal et les Puerto Rico Islanders se quittent sur un score nul et vierge.. Les séries, en format de match unique par tour, démarrent le 26 septembre avant de s'achever le 12 octobre par la victoire des Vancouver Whitecaps par un score de 2-1 sur les Puerto Rico Islanders.

### Clubs participants
| Équipe                | Ville          | Stade                       | Fondation | Entraîneur        |
| --------------------- | -------------- | --------------------------- | --------- | ----------------- |
| Atlanta Silverbacks   | Atlanta, GA    | Atlanta Silverbacks Park    | 1998      | Jason Smith       |
| Carolina RailHawks    | Cary, NC       | WakeMed Soccer Park         | 2006      | Scott Schweitzer  |
| Charleston Battery    | Charleston, SC | Blackbaud Stadium           | 1993      | Michael Anhaeuser |
| Miami FC              | Miami, FL      | Tropical Park Stadium       | 2006      | Zinho             |
| Minnesota Thunder     | Blaine, MN     | National Sports Center      | 1990      | Amos Magee        |
| Impact de Montréal    | Montréal, QC   | Stade Saputo                | 1992      | John Limniatis    |
| Portland Timbers      | Portland, OR   | PGE Park                    | 2001      | Gavin Wilkinson   |
| Puerto Rico Islanders | Bayamón, PR    | Juan Ramón Loubriel Stadium | 2003      | Colin Clarke      |
| Rochester Rhinos      | Rochester, NY  | Rochester Rhinos Stadium    | 1996      | Darren Tilley     |
| Seattle Sounders      | Seattle, WA    | Starfire Sports Complex     | 1994      | Brian Schmetzer   |
| Vancouver Whitecaps   | Burnaby, BC    | Swangard Stadium            | 1986      | Teitur Thordarson |

### Saison régulière

#### Classement
Dans le cas d'une égalité de points au classement, c'est le bilan des trois confrontations entre les deux équipes à égalité qui fait office de facteur déterminant comme c'est le cas cette saison avec le Charleston Battery avec les Seattle Sounders et le Miami FC avec les Atlanta Silverbacks.
| 1  | Puerto Rico Islanders | 54 | 30 | 15 | 9  | 6  | 43 | 23 | +20 |  |             |
| 2  | Vancouver Whitecaps   | 53 | 30 | 15 | 8  | 7  | 34 | 28 | +6  |  |             |
| 3  | Impact de Montréal    | 42 | 30 | 12 | 6  | 12 | 33 | 28 | +5  |  |             |
| 4  | Rochester Rhinos      | 41 | 30 | 11 | 9  | 10 | 35 | 32 | +3  |  |             |
| 5  | Charleston Battery    | 40 | 30 | 11 | 7  | 12 | 34 | 36 | -2  |  | CHA : 4 pts |
| 6  | Seattle Sounders      | 40 | 30 | 10 | 10 | 10 | 37 | 36 | +1  |  | SEA : 4 pts |
| 7  | Minnesota Thunder     | 39 | 30 | 10 | 9  | 11 | 40 | 38 | +2  |  |             |
| 8  | Carolina RailHawks    | 37 | 30 | 9  | 10 | 11 | 34 | 43 | -9  |  |             |
| 9  | Miami FC              | 34 | 30 | 9  | 10 | 11 | 34 | 43 | -9  |  | MIA : 7 pts |
| 10 | Atlanta Silverbacks   | 34 | 30 | 8  | 10 | 12 | 37 | 50 | -13 |  | ATL : 1 pt  |
| 11 | Portland Timbers      | 31 | 30 | 7  | 10 | 13 | 26 | 33 | -7  |  |             |

- Franchise directement qualifiée pour les demi-finales séries éliminatoires
- Franchise qualifiée pour les séries éliminatoires

#### Résultats
| Résultats (▼dom., ►ext.)                                   | ATL | CAR | CHA | MIA | MIN | MTL | POR | PUE | ROC | SEA | VAN | ATL | CAR | CHA | MIA | MIN | MTL | POR | PUE | ROC | SEA | VAN |
| Atlanta Silverbacks                                        |     | 1-1 | 2-1 | 0-0 | 2-1 | 3-2 | 0-2 | 1-1 | 0-1 | 0-2 | 3-2 |     | 1-0 | 0-0 |     | 3-2 |     | 1-1 | 3-1 |     |     |     |
| Carolina Railhawks                                         | 2-2 |     | 1-0 | 3-2 | 0-0 | 0-2 | 1-0 | 0-2 | 1-1 | 2-1 | 2-3 |     |     | 3-1 |     |     | 0-2 | 1-0 |     | 1-1 | 2-2 |     |
| Charleston Battery                                         | 2-0 | 1-2 |     | 3-1 | 1-1 | 1-0 | 2-0 | 1-3 | 2-0 | 1-1 | 0-2 |     |     |     |     |     | 3-1 |     | 0-0 | 3-1 | 1-0 | 2-0 |
| Miami FC                                                   | 3-0 | 0-1 | 2-2 |     | 1-2 | 1-2 | 0-0 | 1-0 | 1-0 | 0-0 | 0-1 | 1-0 | 2-0 | 3-0 |     | 1-1 |     |     |     |     |     | 1-2 |
| Minnesota Thunder                                          | 1-1 | 2-2 | 2-1 | 3-1 |     | 1-0 | 2-2 | 2-3 | 1-0 | 2-1 | 0-1 |     | 1-2 | 4-0 |     |     | 3-1 |     |     | 0-1 | 3-1 |     |
| Impact de Montréal                                         | 3-1 | 3-0 | 1-0 | 0-0 | 1-1 |     | 0-1 | 0-1 | 0-2 | 0-1 | 0-0 | 3-1 |     |     | 3-1 |     |     | 2-0 |     | 1-0 |     | 2-0 |
| Portland Timbers                                           | 2-2 | 0-0 | 1-1 | 0-2 | 2-1 | 2-1 |     | 1-0 | 0-0 | 2-0 | 0-1 |     |     | 1-2 | 4-0 | 0-0 |     |     | 0-2 |     | 0-1 |     |
| Puerto Rico Islanders                                      | 1-1 | 3-0 | 2-1 | 0-2 | 1-0 | 0-1 | 2-2 |     | 4-0 | 1-1 | 1-1 |     | 1-0 |     | 3-1 | 3-1 |     |     |     |     | 1-2 | 1-0 |
| Rochester Rhinos                                           | 3-4 | 3-3 | 0-1 | 0-0 | 3-1 | 1-1 | 2-1 | 1-1 |     | 1-0 | 3-0 | 2-0 |     |     | 0-0 |     |     | 2-0 | 0-2 |     |     | 3-1 |
| Seattle Sounders                                           | 4-2 | 4-3 | 1-0 | 0-0 | 3-1 | 1-1 | 0-0 | 0-3 | 1-1 |     | 0-0 | 1-1 |     |     | 3-0 |     | 1-2 |     |     | 1-3 |     | 2-3 |
| Vancouver Whitecaps                                        | 3-2 | 1-1 | 1-1 | 1-1 | 0-1 | 1-0 | 3-1 | 0-0 | 1-0 | 0-2 |     | 2-0 | 1-0 |     |     | 0-0 | 1-0 | 2-1 |     |     |     |     |
| - Victoire à domicile - Match nul - Victoire à l'extérieur |     |     |     |     |     |     |     |     |     |     |     |     |     |     |     |     |     |     |     |     |     |     |

### Séries éliminatoires

#### Tableau
|  | Quarts de finale          | Quarts de finale          | Quarts de finale        | Quarts de finale        |                           |                           | Demi-finales | Demi-finales | Demi-finales | Demi-finales |  |  | Finale | Finale | Finale | Finale |
|  |                           |                           |                         |                         |                           |                           |              |              |              |              |  |  |        |        |        |        |
|  |                           |                           |                         |                         |                           |                           |              |              |              |              |  |  |        |        |        |        |
|  |                           |                           |                         |                         |                           |                           |              |              |              |              |  |  |        |        |        |        |
|  |                           |                           |                         |                         |                           |                           |              |              |              |              |  |  |        |        |        |        |
|  |                           |                           |                         |                         |                           |                           |              |              |              |              |  |  |        |        |        |        |
|  |                           |                           |                         |                         |                           |                           |              |              |              |              |  |  |        |        |        |        |
|  | (1) Puerto Rico Islanders | (1) Puerto Rico Islanders | 0                       | 3                       |                           |                           |              |              |              |              |  |  |        |        |        |        |
|  | (1) Puerto Rico Islanders | (1) Puerto Rico Islanders | 0                       | 3                       |                           |                           |              |              |              |              |  |  |        |        |        |        |
|  |                           |                           | (4) Rochester Rhinos    | (4) Rochester Rhinos    | 2                         | 0                         |              |              |              |              |  |  |        |        |        |        |
|  | (4) Rochester Rhinos      | (4) Rochester Rhinos      | (4) Rochester Rhinos    | (4) Rochester Rhinos    | 2                         | 0                         | 2            | 0            |              |              |  |  |        |        |        |        |
|  | (4) Rochester Rhinos      | (4) Rochester Rhinos      |                         |                         |                           |                           |              | 0            |              |              |  |  |        |        |        |        |
|  | (5) Charleston Battery    | (5) Charleston Battery    | 0                       | 1                       |                           |                           |              |              |              |              |  |  |        |        |        |        |
|  | (5) Charleston Battery    | (5) Charleston Battery    | 0                       | 1                       | (1) Puerto Rico Islanders | (1) Puerto Rico Islanders | 1            | 1            |              |              |  |  |        |        |        |        |
|  |                           |                           |                         |                         | (1) Puerto Rico Islanders | (1) Puerto Rico Islanders | 1            | 1            |              |              |  |  |        |        |        |        |
|  |                           |                           | (2) Vancouver Whitecaps | (2) Vancouver Whitecaps | 2                         | 2                         |              |              |              |              |  |  |        |        |        |        |
|  | (2) Vancouver Whitecaps   | (2) Vancouver Whitecaps   | (2) Vancouver Whitecaps | (2) Vancouver Whitecaps | 2                         | 2                         | 2            | 3            |              |              |  |  |        |        |        |        |
|  | (2) Vancouver Whitecaps   | (2) Vancouver Whitecaps   |                         |                         |                           |                           |              |              |              |              |  |  |        |        |        |        |
|  | (7) Minnesota Thunder     | (7) Minnesota Thunder     | 0                       | 4                       |                           |                           |              |              |              |              |  |  |        |        |        |        |
|  | (7) Minnesota Thunder     | (7) Minnesota Thunder     | 0                       | 4                       | (2) Vancouver Whitecaps   | (2) Vancouver Whitecaps   | 0            | 2            |              |              |  |  |        |        |        |        |
|  |                           |                           |                         |                         | (2) Vancouver Whitecaps   | (2) Vancouver Whitecaps   | 0            | 2            |              |              |  |  |        |        |        |        |
|  |                           |                           | (3) Impact de Montréal  | (3) Impact de Montréal  | 1                         | 0                         |              |              |              |              |  |  |        |        |        |        |
|  | (3) Impact de Montréal    | (3) Impact de Montréal    | (3) Impact de Montréal  | (3) Impact de Montréal  | 1                         | 0                         | 1            | 3            |              |              |  |  |        |        |        |        |
|  | (3) Impact de Montréal    | (3) Impact de Montréal    |                         |                         |                           |                           |              | 3            |              |              |  |  |        |        |        |        |
|  | (6) Seattle Sounders      | (6) Seattle Sounders      | 2                       | 1                       |                           |                           |              |              |              |              |  |  |        |        |        |        |
|  | (6) Seattle Sounders      | (6) Seattle Sounders      | 2                       | 1                       |                           |                           |              |              |              |              |  |  |        |        |        |        |
|  |                           |                           |                         |                         |                           |                           |              |              |              |              |  |  |        |        |        |        |

#### Résultats

##### Quarts de finale
Aller
| 26 septembre 2008 | Vancouver Whitecaps              | 2 - 0 | Minnesota Thunder | | |
| 19:00 UTC-8       | Greenfield 27e (csc) · Moose 89e |       |                   | Swangard Stadium, Burnaby, Colombie-Britannique Spectateurs : 4 943 Arbitrage : Carol Anne Chenard | Swangard Stadium, Burnaby, Colombie-Britannique Spectateurs : 4 943 Arbitrage : Carol Anne Chenard |
| 19:00 UTC-8       | Rapport                          |       |                   | Swangard Stadium, Burnaby, Colombie-Britannique Spectateurs : 4 943 Arbitrage : Carol Anne Chenard | Swangard Stadium, Burnaby, Colombie-Britannique Spectateurs : 4 943 Arbitrage : Carol Anne Chenard |

| 26 septembre 2008 | Rochester Rhinos         | 2 – 0 | Charleston Battery |                                                                                           |                                                                                           |
| 19:35 UTC-5       | Guppy 86e · Delicâte 90e |       |                    | Rochester Rhinos Stadium, Rochester, New York Spectateurs : 6 923 Arbitrage : Chris Penso | Rochester Rhinos Stadium, Rochester, New York Spectateurs : 6 923 Arbitrage : Chris Penso |
| 19:35 UTC-5       | Rapport                  |       |                    | Rochester Rhinos Stadium, Rochester, New York Spectateurs : 6 923 Arbitrage : Chris Penso | Rochester Rhinos Stadium, Rochester, New York Spectateurs : 6 923 Arbitrage : Chris Penso |

| 26 septembre 2008 | Seattle Sounders                         | 2 - 1 | Impact de Montréal |                                                                                              |                                                                                              |
| 19:00 UTC-8       | Alcaraz-Cuellar 15e · O'Brien 42e (pen.) |       | 21e Pesoli         | Starfire Sports Complex, Seattle, Washington Spectateurs : 2 865 Arbitrage : Edvin Jurisevic | Starfire Sports Complex, Seattle, Washington Spectateurs : 2 865 Arbitrage : Edvin Jurisevic |
| 19:00 UTC-8       | Rapport                                  |       |                    | Starfire Sports Complex, Seattle, Washington Spectateurs : 2 865 Arbitrage : Edvin Jurisevic | Starfire Sports Complex, Seattle, Washington Spectateurs : 2 865 Arbitrage : Edvin Jurisevic |

Retour
| 28 septembre 2008 | Minnesota Thunder                                          | 4 - 3 | Vancouver Whitecaps                  |                                                               |                                                               |
| 17:05 UTC-6       | Gonzalez 23e · Tarley 64e · deRoux 78e · Moojen 90e (pen.) |       | 3e Valente · 44e Nash · 55e Sebrango | National Sports Center, Blaine, Minnesota Spectateurs : 3 811 | National Sports Center, Blaine, Minnesota Spectateurs : 3 811 |
| 17:05 UTC-6       | Rapport                                                    |       |                                      | National Sports Center, Blaine, Minnesota Spectateurs : 3 811 | National Sports Center, Blaine, Minnesota Spectateurs : 3 811 |

| 28 septembre 2008 | Charleston Battery | 1 - 0 | Rochester Rhinos |                                                                       |                                                                       |
| 19:00 UTC-5       | Alonso 12e         |       |                  | Blackbaud Stadium, Charleston, Caroline du Sud Arbitrage : Doug Wolff | Blackbaud Stadium, Charleston, Caroline du Sud Arbitrage : Doug Wolff |
| 19:00 UTC-5       | Rapport            |       |                  | Blackbaud Stadium, Charleston, Caroline du Sud Arbitrage : Doug Wolff | Blackbaud Stadium, Charleston, Caroline du Sud Arbitrage : Doug Wolff |

| 28 septembre 2008 | Impact de Montréal                       | 3 – 1 | Seattle Sounders |                                                                                  |                                                                                  |
| 17:00 UTC-5       | Testo 56e · Placentino 75e · Ribeiro 90e |       | 59e Levesque     | Stade Saputo, Montréal, Québec Spectateurs : 11 134 Arbitrage : Mauricio Navarro | Stade Saputo, Montréal, Québec Spectateurs : 11 134 Arbitrage : Mauricio Navarro |
| 17:00 UTC-5       | Rapport                                  |       |                  | Stade Saputo, Montréal, Québec Spectateurs : 11 134 Arbitrage : Mauricio Navarro | Stade Saputo, Montréal, Québec Spectateurs : 11 134 Arbitrage : Mauricio Navarro |

##### Demi-finales
Aller
| 3 octobre 2008 | Impact de Montréal | 1 - 0 | Vancouver Whitecaps |                                                                               |                                                                               |
| 20:00 UTC-5    | Ribeiro 61e        |       |                     | Stade Saputo, Montréal, Québec Spectateurs : 12 002 Arbitrage : Steve DePiero | Stade Saputo, Montréal, Québec Spectateurs : 12 002 Arbitrage : Steve DePiero |
| 20:00 UTC-5    | Rapport            |       |                     | Stade Saputo, Montréal, Québec Spectateurs : 12 002 Arbitrage : Steve DePiero | Stade Saputo, Montréal, Québec Spectateurs : 12 002 Arbitrage : Steve DePiero |

| 3 octobre 2008 | Rochester Rhinos           | 2 - 0 | Puerto Rico Islanders |                                                                               |                                                                               |
| 19:35 UTC-5    | Gregor 63e · Menyongar 78e |       |                       | PAETEC Park, Rochester, New York Spectateurs : 7 001 Arbitrage : Niko Bratsis | PAETEC Park, Rochester, New York Spectateurs : 7 001 Arbitrage : Niko Bratsis |
| 19:35 UTC-5    | Rapport                    |       |                       | PAETEC Park, Rochester, New York Spectateurs : 7 001 Arbitrage : Niko Bratsis | PAETEC Park, Rochester, New York Spectateurs : 7 001 Arbitrage : Niko Bratsis |

Retour
| 5 octobre 2008 | Vancouver Whitecaps       | 2 - 0 | Impact de Montréal |                                                                                             |                                                                                             |
| 15:30 UTC-8    | Clarke 37e · Sebrango 41e |       |                    | Swangard Stadium, Burnaby, Colombie-Britannique Spectateurs : 4 992 Arbitrage : Dave Gantar | Swangard Stadium, Burnaby, Colombie-Britannique Spectateurs : 4 992 Arbitrage : Dave Gantar |
| 15:30 UTC-8    | Rapport                   |       |                    | Swangard Stadium, Burnaby, Colombie-Britannique Spectateurs : 4 992 Arbitrage : Dave Gantar | Swangard Stadium, Burnaby, Colombie-Britannique Spectateurs : 4 992 Arbitrage : Dave Gantar |

| 5 octobre 2008 | Puerto Rico Islanders                | 3 - 0 a. p. | Rochester Rhinos |                                                                                             |                                                                                             |
| 17:00 UTC-4    | Noël 10e · Atieno 33e · Arrieta 119e |             |                  | Juan Ramón Loubriel Stadium, Bayamón, Porto Rico Spectateurs : 9 112 Arbitrage : Tony Russo | Juan Ramón Loubriel Stadium, Bayamón, Porto Rico Spectateurs : 9 112 Arbitrage : Tony Russo |
| 17:00 UTC-4    | Rapport                              |             |                  | Juan Ramón Loubriel Stadium, Bayamón, Porto Rico Spectateurs : 9 112 Arbitrage : Tony Russo | Juan Ramón Loubriel Stadium, Bayamón, Porto Rico Spectateurs : 9 112 Arbitrage : Tony Russo |

##### Finale
| 12 octobre 2008 | Vancouver Whitecaps | 2 - 1 | Puerto Rico Islanders | Swangard Stadium, Burnaby, Colombie-Britannique |                                               |
| 16:00 UTC-8     | Gbeke 55e 74e       |       | 68e Gbandi            | Spectateurs : 5 822 Arbitrage : Mark Kadlecik   | Spectateurs : 5 822 Arbitrage : Mark Kadlecik |
| 16:00 UTC-8     | Rapport             |       |                       | Spectateurs : 5 822 Arbitrage : Mark Kadlecik   | Spectateurs : 5 822 Arbitrage : Mark Kadlecik |

| Vainqueur de la USL First Division 2008 Vancouver Whitecaps |

### Récompenses et distinctions
En fin de saison, des distinctions individuelles sont remises à certains joueurs et une équipe-type de la ligue est composée.

#### Récompenses individuelles
- Most Valuable Player (MVP) : Jonny Steele (Puerto Rico Islanders)
- Meilleur buteur : Alex Afonso (Miami FC)
- Gardien de l'année : Bill Gaudette (Puerto Rico Islanders)
- Entraîneur de l'année : Colin Clarke (Puerto Rico Islanders)

#### Équipe-type
- Gardien : Bill Gaudette (Puerto Rico Islanders)
- Défenseurs : Cristian Arrieta (PR), Taylor Graham (SEA), David Hayes (ATL), Nevio Pizzolitto (MTL)
- Milieux de terrain : Osvaldo Alonso (CHA), Stephen deRoux (MIN), Martin Nash (VAN), Jonny Steele (PUR)
- Attaquants : Alex Afonso (MIA), Macoumba Kandji (ATL)

## Seconde division
Navigation
Édition précédente Édition suivante
La deuxième division des USL (USL-2) demeure à dix équipes en 2008 après que les New Hampshire Phantoms et les Cincinnati Kings décident de partir pour la Premier Development League tandis que les Pittsburgh Riverhounds reviennent d'une année de pause et que les Real Maryland Monarchs arrivent comme franchise d'expansion.
Cette saison est marquée par peu de rebondissements, les équipes les plus puissantes demeurant constamment dans le haut du classement. Les Charlotte Eagles remportent le titre de champion de la saison régulière. En séries éliminatoires, les Cleveland City Stars battent les Richmond Kickers afin d'atteindre la finale qu'ils remportent sur Charlotte par la marque de 2-1, obtenant ainsi leur premier titre. Après la fin de la saison, Cleveland est promu en USL-1 comme récompense.
La USL-2 commence sa saison le 19 avril avec trois rencontres remportées par les locaux. La saison régulière se termine le 9 août avant que les Cleveland City Stars ne remportent le titre à la fin des séries éliminatoires par un score de 2-1 contre les Charlotte Eagles le 23 août.

### Clubs participants
| Équipe                    | Ville              | Stade                       | Fondation | Entraîneur       |
| ------------------------- | ------------------ | --------------------------- | --------- | ---------------- |
| Bermuda Hogges            | Hamilton, Bermudes | Bermuda National Stadium    | 2006      | Kyle Lightbourne |
| Charlotte Eagles          | Charlotte, NC      | Restart Field               | 1991      | Mark Steffens    |
| Cleveland City Stars      | Cleveland, OH      | Krenzler Field              | 2006      | Martin Rennie    |
| Crystal Palace Baltimore  | Baltimore, MD      | UMBC Stadium                | 2006      | Jim Cherneski    |
| Harrisburg City Islanders | Harrisburg, PA     | Skyline Sports Complex      | 2003      | Bill Becher      |
| Pittsburgh Riverhounds    | Pittsburgh, PA     | Chartiers Valley HS Stadium | 1998      | Gene Klein       |
| Real Maryland Monarchs    | Rockville, MD      | Roy Lester Stadium          | 2007      | Anthony Hudson   |
| Richmond Kickers          | Richmond, VA       | City Stadium                | 1993      | Leigh Cowlishaw  |
| Western Mass Pioneers     | Ludlow, MA         | Lusitano Stadium            | 1998      | Leszek Wrona     |
| Wilmington Hammerheads    | Wilmington, NC     | Legion Stadium              | 1996      | David Irving     |

### Saison régulière

#### Classement
À égalité en fin de saison, les Richmond Kickers et les Charlotte Eagles ont été départagés au bilan de leurs confrontations, les Eagles étant donc sacrés champions de la saison régulière.
| Rang | Équipe                    | Pts | J  | G  | N  | P  | Bp | Bc | Diff |
| ---- | ------------------------- | --- | -- | -- | -- | -- | -- | -- | ---- |
| 1    | Charlotte Eagles          | 44  | 20 | 13 | 5  | 2  | 45 | 15 | +30  |
| 2    | Richmond Kickers          | 44  | 20 | 14 | 2  | 4  | 48 | 20 | +28  |
| 3    | Cleveland City Stars      | 37  | 20 | 10 | 7  | 3  | 33 | 16 | +17  |
| 4    | Crystal Palace Baltimore  | 34  | 20 | 11 | 1  | 8  | 29 | 27 | +2   |
| 5    | Harrisburg City Islanders | 31  | 20 | 7  | 10 | 3  | 30 | 23 | +7   |
| 6    | Western Mass Pioneers     | 20† | 20 | 5  | 6  | 9  | 19 | 29 | -10  |
| 7    | Pittsburgh Riverhounds    | 19  | 20 | 5  | 5  | 10 | 28 | 34 | -6   |
| 8    | Wilmington Hammerheads    | 19  | 20 | 4  | 7  | 9  | 32 | 33 | -1   |
| 9    | Bermuda Hogges            | 17  | 20 | 5  | 2  | 13 | 18 | 49 | -31  |
| 10   | Real Maryland Monarchs    | 10† | 20 | 3  | 2  | 15 | 15 | 51 | -36  |

- Franchise directement qualifiée pour les demi-finales séries éliminatoires
- Franchise qualifiée pour les séries éliminatoires

† Western Mass et Real Maryland ont reçu une pénalité d'un point chacun.

#### Résultats
| Résultats (▼dom., ►ext.)                                   | BMU | CHA | CLE | CPB | HAR | PIT | RMM | RIC | WMA | WIL | BMU | CHA | CLE | CPB | HAR | PIT | RMM | RIC | WMA | WIL |
| Bermuda Hogges                                             |     | 1-1 | 0-3 | 0-1 | 1-2 | 2-1 | 0-0 | 1-7 | 0-1 | 2-0 |     |     |     |     |     |     |     |     | 3-1 |     |
| Charlotte Eagles                                           | 6-0 |     | 1-1 | 3-0 | 1-1 | 2-2 | 8-0 | 3-0 | 2-1 | 2-0 |     |     |     |     |     |     |     | 2-1 |     |     |
| Cleveland City Stars                                       | 5-1 | 1-0 |     | 1-0 | 0-0 | 2-1 | 4-0 | 0-0 | 3-1 | 0-0 |     |     |     |     |     | 3-0 |     |     |     |     |
| Crystal Palace Baltimore                                   | 3-0 | 0-3 | 2-1 |     | 0-1 | 3-0 | 3-2 | 2-0 | 2-0 | 2-0 | 1-3 |     |     |     |     |     |     |     |     |     |
| Harrisburg City Islanders                                  | 4-2 | 0-1 | 1-1 | 1-2 |     | 1-2 | 3-0 | 4-1 | 2-2 | 1-1 |     |     |     |     |     |     | 4-0 |     |     |     |
| Pittsburgh Riverhounds                                     | 2-0 | 1-2 | 0-1 | 2-1 | 1-1 |     | 1-1 | 1-3 | 2-0 | 1-1 |     |     |     |     | 6-0 |     |     |     |     |     |
| Real Maryland Monarchs                                     | 1-2 | 0-1 | 3-2 | 1-2 | 0-2 | 2-0 |     | 0-3 | 0-1 | 2-1 |     |     | 1-2 |     |     |     |     |     |     |     |
| Richmond Kickers                                           | 4-1 | 1-0 | 3-1 | 5-0 | 0-0 | 3-1 | 6-0 |     | 3-0 | 2-1 |     |     |     |     |     |     |     |     |     | 2-1 |
| Western Mass Pioneers                                      | 2-1 | 0-0 | 2-2 | 2-3 | 1-1 | 1-1 | 1-0 | 0-1 |     | 0-2 |     |     |     | 3-1 |     |     |     |     |     |     |
| Wilmington Hammerheads                                     | 5-1 | 2-3 | 0-0 | 2-2 | 1-1 | 5-3 | 5-2 | 2-3 | 0-0 |     |     | 3-4 |     |     |     |     |     |     |     |     |
| - Victoire à domicile - Match nul - Victoire à l'extérieur |     |     |     |     |     |     |     |     |     |     |     |     |     |     |     |     |     |     |     |     |

### Séries éliminatoires

#### Tableau
|  | Quarts de finale                      | Quarts de finale                      | Quarts de finale               | Quarts de finale               |                      |                      | Demi-finales | Demi-finales | Demi-finales | Demi-finales |  |  | Finale | Finale | Finale | Finale |
|  |                                       |                                       |                                |                                |                      |                      |              |              |              |              |  |  |        |        |        |        |
|  |                                       |                                       |                                |                                |                      |                      |              |              |              |              |  |  |        |        |        |        |
|  |                                       |                                       |                                |                                |                      |                      |              |              |              |              |  |  |        |        |        |        |
|  |                                       |                                       |                                |                                |                      |                      |              |              |              |              |  |  |        |        |        |        |
|  |                                       |                                       |                                |                                |                      |                      |              |              |              |              |  |  |        |        |        |        |
|  |                                       |                                       |                                |                                |                      |                      |              |              |              |              |  |  |        |        |        |        |
|  | (1) Charlotte Eagles                  | (1) Charlotte Eagles                  | 2                              | 2                              |                      |                      |              |              |              |              |  |  |        |        |        |        |
|  | (1) Charlotte Eagles                  | (1) Charlotte Eagles                  | 2                              | 2                              |                      |                      |              |              |              |              |  |  |        |        |        |        |
|  |                                       |                                       | (4) Crystal Palace Baltimore   | (4) Crystal Palace Baltimore   | 1                    | 1                    |              |              |              |              |  |  |        |        |        |        |
|  | (4) Crystal Palace Baltimore t. a. b. | (4) Crystal Palace Baltimore t. a. b. | (4) Crystal Palace Baltimore   | (4) Crystal Palace Baltimore   | 1                    | 1                    | 2 (7)        | 2 (7)        |              |              |  |  |        |        |        |        |
|  | (4) Crystal Palace Baltimore t. a. b. | (4) Crystal Palace Baltimore t. a. b. |                                |                                |                      |                      |              | 2 (7)        |              |              |  |  |        |        |        |        |
|  | (5) Harrisburg City Islanders         | (5) Harrisburg City Islanders         | 2 (6)                          | 2 (6)                          |                      |                      |              |              |              |              |  |  |        |        |        |        |
|  | (5) Harrisburg City Islanders         | (5) Harrisburg City Islanders         | 2 (6)                          | 2 (6)                          | (1) Charlotte Eagles | (1) Charlotte Eagles | 1            | 1            |              |              |  |  |        |        |        |        |
|  |                                       |                                       |                                |                                | (1) Charlotte Eagles | (1) Charlotte Eagles | 1            | 1            |              |              |  |  |        |        |        |        |
|  |                                       |                                       | (3) Cleveland City Stars       | (3) Cleveland City Stars       | 3                    | 3                    |              |              |              |              |  |  |        |        |        |        |
|  |                                       |                                       |                                |                                | 3                    | 3                    |              |              |              |              |  |  |        |        |        |        |
|  |                                       |                                       |                                |                                |                      |                      |              |              |              |              |  |  |        |        |        |        |
|  |                                       |                                       |                                |                                |                      |                      |              |              |              |              |  |  |        |        |        |        |
|  | (2) Richmond Kickers                  | (2) Richmond Kickers                  | 0                              | 0                              |                      |                      |              |              |              |              |  |  |        |        |        |        |
|  | (2) Richmond Kickers                  | (2) Richmond Kickers                  | 0                              | 0                              |                      |                      |              |              |              |              |  |  |        |        |        |        |
|  |                                       |                                       | (3) Cleveland City Stars a. p. | (3) Cleveland City Stars a. p. | 1                    | 1                    |              |              |              |              |  |  |        |        |        |        |
|  | (3) Cleveland City Stars              | (3) Cleveland City Stars              | (3) Cleveland City Stars a. p. | (3) Cleveland City Stars a. p. | 1                    | 1                    | 4            | 4            |              |              |  |  |        |        |        |        |
|  | (3) Cleveland City Stars              | (3) Cleveland City Stars              |                                |                                |                      |                      |              | 4            |              |              |  |  |        |        |        |        |
|  | (6) Western Mass Pioneers             | (6) Western Mass Pioneers             | 2                              | 2                              |                      |                      |              |              |              |              |  |  |        |        |        |        |
|  | (6) Western Mass Pioneers             | (6) Western Mass Pioneers             | 2                              | 2                              |                      |                      |              |              |              |              |  |  |        |        |        |        |
|  |                                       |                                       |                                |                                |                      |                      |              |              |              |              |  |  |        |        |        |        |

#### Résultats

##### Quart de finale
| 13 août 2008 | Cleveland City Stars                             | 4 – 2 | Western Mass Pioneers  |                                                                             |                                                                             |
| 19:00 UTC-5  | Schulte 14e · Bundu 23e · Otieno 69e · Bundu 89e |       | 16e Deren · 64e Krause | Krenzler Field, Cleveland, Ohio Spectateurs : 1 683 Arbitrage : Chris Penso | Krenzler Field, Cleveland, Ohio Spectateurs : 1 683 Arbitrage : Chris Penso |
| 19:00 UTC-5  | Rapport                                          |       |                        | Krenzler Field, Cleveland, Ohio Spectateurs : 1 683 Arbitrage : Chris Penso | Krenzler Field, Cleveland, Ohio Spectateurs : 1 683 Arbitrage : Chris Penso |

| 13 août 2008 | Crystal Palace Baltimore | 2 – 2 a. p. 7 – 6 t. a. b. | Harrisburg City Islanders |                                                                                   |                                                                                   |
| 19:30 UTC-5  | Brooks 10e · Healey 30e  |                            | 14e Heins · 75e Oduor     | UMBC Stadium, Catonsville, Maryland Spectateurs : 1 352 Arbitrage : Bryan Roslund | UMBC Stadium, Catonsville, Maryland Spectateurs : 1 352 Arbitrage : Bryan Roslund |
| 19:30 UTC-5  | Rapport                  |                            |                           | UMBC Stadium, Catonsville, Maryland Spectateurs : 1 352 Arbitrage : Bryan Roslund | UMBC Stadium, Catonsville, Maryland Spectateurs : 1 352 Arbitrage : Bryan Roslund |
| 19:30 UTC-5  | Tirs au but 7 – 6        |                            |                           | UMBC Stadium, Catonsville, Maryland Spectateurs : 1 352 Arbitrage : Bryan Roslund | UMBC Stadium, Catonsville, Maryland Spectateurs : 1 352 Arbitrage : Bryan Roslund |

##### Demi-finales
| 16 août 2008 | Richmond Kickers | 0 – 1 a. p. | Cleveland City Stars |                                                                               |                                                                               |
| 19:00 UTC-5  |                  |             | 99e Ruud             | City Stadium, Richmond, Virginie Spectateurs : 2 693 Arbitrage : Daniel Stead | City Stadium, Richmond, Virginie Spectateurs : 2 693 Arbitrage : Daniel Stead |
| 19:00 UTC-5  | Rapport          |             |                      | City Stadium, Richmond, Virginie Spectateurs : 2 693 Arbitrage : Daniel Stead | City Stadium, Richmond, Virginie Spectateurs : 2 693 Arbitrage : Daniel Stead |

| 16 août 2008 | Charlotte Eagles                   | 2 – 1 | Crystal Palace Baltimore |                                                                                         |                                                                                         |
| 19:00 UTC-5  | Herrera 48e (pen.) · Swinehart 51e |       | 5e Harada                | Restart Field, Charlotte, Caroline du Nord Spectateurs : 1 188 Arbitrage : Jeff Muschik | Restart Field, Charlotte, Caroline du Nord Spectateurs : 1 188 Arbitrage : Jeff Muschik |
| 19:00 UTC-5  | Rapport                            |       |                          | Restart Field, Charlotte, Caroline du Nord Spectateurs : 1 188 Arbitrage : Jeff Muschik | Restart Field, Charlotte, Caroline du Nord Spectateurs : 1 188 Arbitrage : Jeff Muschik |

##### Finale
| 23 août 2008 | Cleveland City Stars       | 2 – 1 | Charlotte Eagles | Krenzler Stadium, Cleveland, Ohio           |                                             |
| 20:00 UTC-5  | Shak 15e (csc) · Bundu 39e |       | 87e Kabwe        | Spectateurs : 2 016 Arbitrage : Jason Krnac | Spectateurs : 2 016 Arbitrage : Jason Krnac |
| 20:00 UTC-5  | Rapport                    |       |                  | Spectateurs : 2 016 Arbitrage : Jason Krnac | Spectateurs : 2 016 Arbitrage : Jason Krnac |

| Vainqueur de la USL Second Division 2008 Cleveland City Stars |

### Récompenses et distinctions
En fin de saison, des distinctions individuelles sont remises à certains joueurs et une équipe-type de la ligue est composée.

#### Récompenses individuelles
- Most Valuable Player (MVP) : Dustin Swinehart (Charlotte Eagles)
- Meilleur buteur : Dustin Swinehart (Charlotte Eagles)
- Défenseur de l'année : Mark Schulte (Cleveland City Stars)
- Recrue de l'année : Stanley Nyazamba (Richmond Kickers)
- Entraîneur de l'année : Mark Steffens (Charlotte Eagles)

#### Équipe-type
- Gardien : Terry Boss (CHA)
- Défenseurs : Brady Bryant (CHA), Steve Shak (CHA), Sascha Görres (RIC), Mark Schulte (CLE)
- Milieux de terrain : Michael Burke (RIC), Floyd Franks (CLE), Shintaro Harada (CPB)
- Attaquants : Jorge Herrera (CHA), Thabiso Khumalo (PIT), Dustin Swinehart (CHA)